# Schuinstreep sinister

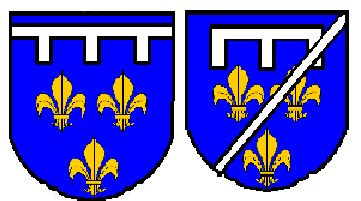
De hertog van Orleans en zijn bastaard Dunois.

Wapen van de bastaard John Beaufort, met schuinstreep dexter.

Een schuinstreep sinister, bastaardbalk, (verkorte) linkerschuinstaak of (verkorte) linkerschuinstreep (niet te verwarren met de linkerschuinbalk) is in de heraldiek een gebruikelijke aanduiding van een bastaard. Bastaarden mogen volgens het wapenrecht het wapen van hun vader niet zonder meer gebruiken. Het wapen behoort een brisure, een wijziging te bevatten. In dit geval is het een schuinstreep die van heraldisch linksboven (sinister) naar heraldisch rechtsonder (dexter) loopt. Er zijn uitzonderingen op deze regel gemaakt, want John Beaufort, de buitenechtelijke zoon van Jan van Gent, voerde een brede met een barensteel en drie leeuwen beladen schuinstreep dexter in zijn wapen, en niet iedere schuinstreep sinister duidt op bastaardij. Er zijn ook andere methoden om het wapen van een bastaard een duidelijke brisure te geven, zoals een kenmerkende schildzoom of niet ingevulde velden op het schild.
In de Franse heraldiek van de 18e eeuw werd de helm op het wapenschild van een bastaard naar links en niet zoals gebruikelijk naar rechts gewend.
In de moderne Ierse en Canadese heraldiek laat men het aanbrengen van verschillen tussen echte en buitenechtelijke kinderen geheel achterwege.
adelaar · Agnus Dei · alliantiewapen · andreaskruis · ankerkruis · armoriaal · baldakijn · barensteel · bezant · Bourgondisch kruis · brisure · cartouche · centaur · cordelière · dekkleed · dorpsvlag · dorpswapen· drieberg · dubbelkoppige adelaar · dwarsbalk · fleur de lis · fleuron · Friese adelaar · gaande leeuw · gecarteleerd · Gelderse leeuw · gepaald · gravenkroon · groot wapen · griffioen · hartschild · helmkroon · helmteken · heraldische kleur · herautstuk · hermelijn · hoed · Hollandse tuin · huismerk · Jeruzalemkruis · karbonkel · keizerskroon · keper · koek · kromstaf · kroon · krukkenkruis · kwartier · kwartileren · kwartierzoom · leeuw · markiezenkroon · merlet · molenijzer · motto · muurkroon · nassaublauw · natuurlijke kleur · Nederlandse leeuw · Nederlandse Maagd · ombrellino · ordeketen · palen · pentagram · pijlenbundel · raadselwapen · raaf · respectant · riddertoernooi · rijksbanier · rijkskleuren · rijksstandaard · rijkswapen · roos · Rudolfinische keizerskroon · Saksenros · Saladins Adelaar · scharlakenrood · schildhoofd · schildhouder · schildvoet · schildzoom · schoof · schuinbalk · schuinstreep sinister · sinister · sleutels van Petrus · socialistische heraldiek · sprekend wapen · stadskleuren · standaard · stedenmaagd · ster · tinctuur · vair · vermeerdering · vlag · vorstenhoed · vrijheidshoed · vrijkwartier · vrouwenwapen · wapen · wapenbelasting · Wapenboek Beyeren · Wapenboek Gelre · wapenbord · wapendiploma · wapendier · wapenkast · wapenkoning · wapenmantel · wapenrecht · wapenrol · wapenstier · wapentent · wassende en afnemende maan · Waterlandse zwaan · Westfriese boomwapens · wildeman · wolfsangel · wrong